# Foggia Calcio 2001-2002
Questa pagina raccoglie le informazioni riguardanti il Foggia Calcio nelle competizioni ufficiali della stagione 2001-2002.

## Stagione
Nella stagione 2001-2002 il Foggia disputa il girone C del campionato di Serie C2, raccoglie 57 punti con il quinto posto finale. Sale direttamente in Serie C1 il neopromosso Martina che vince il torneo con 67 punti. Per la seconda promozione si disputano i Play-off, nei quali il Foggia in semifinale supera la Igea Virtus in entrambi i confronti, ma poi nella finale cede all'altra terribile neopromossa il Paternò, che sale in Serie C1 con due (0-0), ma meglio piazzata in campionato, terza con 63 punti, rispetto al Foggia, quinto classificato. I satanelli iniziano la stagione con il confermato tecnico Bruno Pace, in carico per il girone di andata, chiuso in settima posizione con 25 punti, poi nel girone di ritorno il Foggia passa nelle mani di Carlo Florimbi, raccoglie 32 punti e sfiora la promozione nei Play-off. Nella Coppa Italia di Serie C i dauni disputano il girone P di qualificazione, che ha promosso ai sedicesimi di finale la Fidelis Andria.

## Rosa
| N. |                    | Ruolo | Calciatore           |
| -- | ------------------ | ----- | -------------------- |
|    | Italia (bandiera)  | C     | Cristian Agnelli     |
|    | Italia (bandiera)  | C     | Carmine Brescia      |
|    | Italia (bandiera)  | D     | Roberto Carannante   |
|    | Italia (bandiera)  | C     | Pasquale Catalano    |
|    | Italia (bandiera)  | C     | Angelo Ciancotta     |
|    | Italia (bandiera)  | D     | Costanzo Cicchetti   |
|    | Italia (bandiera)  | C     | Giovanni Costanzo    |
|    | Italia (bandiera)  | D     | Andrea De Gregorio   |
|    | Italia (bandiera)  | A     | Umberto Del Core     |
|    | Italia (bandiera)  | C     | Roberto De Zerbi     |
|    | Italia (bandiera)  | C     | Elio Di Toro         |
|    | Italia (bandiera)  | P     | Antonio Efficie      |
|    | Nigeria (bandiera) | A     | Morgan Edirin Egbedi |
|    | Italia (bandiera)  | A     | Antonino Gulino      |

| N. |                   | Ruolo | Calciatore           |
| -- | ----------------- | ----- | -------------------- |
|    | Italia (bandiera) | A     | Antonio La Porta     |
|    | Italia (bandiera) | A     | Roberto Magliocco    |
|    | Italia (bandiera) | D     | Nicola Mariniello    |
|    | Italia (bandiera) | A     | Italo Mattioli       |
|    | Italia (bandiera) | D     | Eddy Mengo           |
|    | Italia (bandiera) | A     | Luigi Molino         |
|    | Italia (bandiera) | C     | Michele Pazienza     |
|    | Italia (bandiera) | D     | Marco Pennacchietti  |
|    | Italia (bandiera) | C     | Francesco Pinto      |
|    | Italia (bandiera) | D     | Andrea Quaresmini    |
|    | Italia (bandiera) | C     | Pasquale Sanseverino |
|    | Italia (bandiera) | P     | Giovanni Stango      |
|    | Italia (bandiera) | P     | Michele Tambellini   |
|    | Italia (bandiera) | A     | Daniele Vantaggiato  |

## Risultati

### Serie C2 - girone C

#### Girone di andata
| Arbitro: | Finazzi (Torino) |

|              |           |  |
| Pazienza 55’ | Marcatori |  |

| Arbitro: | Di Renzo (Ostia Lido) |

|              |           |                        |
| Colletto 52’ | Marcatori | 68’ (rig,) Vantaggiato |

| Arbitro: | Sacco (Civitavecchia) |

|              |           |               |
| La Porta 80’ | Marcatori | 9’, 75’ Falco |

| Arbitro: | Velotto (Grosseto) |

|               |           |  |
| Calvaresi 32’ | Marcatori |  |

| Arbitro: | Bernardoni (Modena) |

|                         |           |  |
| Molino 26’ La Porta 86’ | Marcatori |  |

| Arbitro: | G. Rubino (Salerno) |

|                            |           |  |
| Di Dio 24’, 66’ Erbini 72’ | Marcatori |  |

| Andria 14 ottobre 2001 7ª giornata | Fidelis Andria    | 0 – 0 | Foggia | Stadio degli Ulivi\| Arbitro: \| Tonolini (Milano) \| |
| Arbitro:                           | Tonolini (Milano) |       |        |                                                       |

| Arbitro: | Girardi (San Donà di Piave) |

|                                    |           |             |
| Pazienza 11’ Carannante 40’ (rig.) | Marcatori | 55’ Moretti |

| Acireale 28 ottobre 2001 9ª giornata | Acireale          | 0 – 0 | Foggia | Stadio Tupparello\| Arbitro: \| Stefanini (Prato) \| |
| Arbitro:                             | Stefanini (Prato) |       |        |                                                      |

| Arbitro: | Battistella (Conegliano) |

|           |           |  |
| Gulino 5’ | Marcatori |  |

| Arbitro: | Valensin (Milano) |

|                  |           |                             |
| M. Carnevale 25’ | Marcatori | 27’ Mariniello 83’ La Porta |

| Arbitro: | Tagliavento (Terni) |

|                       |           |                |
| Carannante 31’ (rig.) | Marcatori | F.M. Russo 25’ |

| Arbitro: | Latella (Potenza) |

|                          |           |  |
| Ghirardelli 90+2’ (rig.) | Marcatori |  |

| Arbitro: | Cenni (Imola) |

|                                    |           |                                        |
| Di Toro 8’ Gulino 44’ La Porta 67’ | Marcatori | 87’ (rig.) Moscelli 90+2’ (aut.) Mengo |

| Arbitro: | Santucci (Reggio Calabria) |

|            |           |  |
| Bitetto 2’ | Marcatori |  |

| Arbitro: | Finazzi (Torino) |

|                              |           |             |
| Catalano 29’ Vantaggiato 37’ | Marcatori | 51’ Rogazzo |

| Arbitro: | Caristia (Siracusa) |

|                                        |           |            |
| Giannascoli 46’ Micciola 55’ Morfù 78’ | Marcatori | 38’ Gulino |

#### Girone di ritorno
| Arbitro: | Brunialti (Trento) |

|                |           |  |
| Fioravanti 55’ | Marcatori |  |

| Arbitro: | P.S. Mazzoleni (Bergamo) |

|                   |           |  |
| Pennacchietti 68’ | Marcatori |  |

| Arbitro: | Benedetti (Vicenza) |

|           |           |  |
| Gobbi 81’ | Marcatori |  |

| Arbitro: | Banti (Livorno) |

|                                          |           |                             |
| Carannante 16’ La Porta 23’ Costanzo 69’ | Marcatori | 10’ Calvaresi 85’ R. Napoli |

| Arbitro: | Tonin (Piombino) |

|           |           |                   |
| Nigro 47’ | Marcatori | 90+6’ Vantaggiato |

| Arbitro: | C. Rubino (Salerno) |

|                |           |  |
| Carannante 48’ | Marcatori |  |

| Arbitro: | Lops (Torino) |

|                 |           |  |
| Vantaggiato 12’ | Marcatori |  |

| Arbitro: | Mariuzzo (Venezia) |

|  |           |              |
|  | Marcatori | 49’ Pazienza |

| Arbitro: | Nappi (Napoli) |

|                       |           |  |
| Battistini 73’ (aut.) | Marcatori |  |

| Arbitro: | D'Aguanno (Marsala) |

|                 |           |                 |
| Di Pietro 90+2’ | Marcatori | 88’ Vantaggiato |

| Arbitro: | Carlucci (Molfetta) |

|                                       |           |                                       |
| Vantaggiato 43’ (rig.) Cianciotta 78’ | Marcatori | 5’ Ambrogioni 18’ (rig.) Prisciandaro |

| Arbitro: | Angrisani (Salerno) |

|                          |           |                              |
| Colonna 5’ C. Nobile 36’ | Marcatori | 38’ Vantaggiato 43’ Del Core |

| Arbitro: | Capozzi (Vicenza) |

|                             |           |  |
| De Zerbi 14’ Carannante 84’ | Marcatori |  |

| Arbitro: | P.S. Mazzoleni (Bergamo) |

|                                         |           |              |
| Folino 9’ Delle Vedove 47’ Moscelli 54’ | Marcatori | 35’ Del Core |

| Arbitro: | Fiori (Perugia) |

|                                                          |           |           |
| La Porta 32’ Del Core 40’ De Zerbi 74’ Pennacchietti 90’ | Marcatori | 81’ Doria |

| Arbitro: | Carlucci (Molfetta) |

|               |           |              |
| Mascoli 90+3’ | Marcatori | 62’ La Porta |

| Arbitro: | Marelli (Como) |

|                                            |           |                     |
| Egbedi 3’, 62’ Del Core 20’ Pazienza 90+2’ | Marcatori | 41’ Morfù 75’ Landi |

### Play-off

#### Semifinale
| Arbitro: | Ioseffi (Siena) |

|                |           |  |
| Carannante 11’ | Marcatori |  |

| Arbitro: | Romeo (Verona) |

|                               |           |                                              |
| Frisenda 12’ Trionfante 90+3’ | Marcatori | 36’ Di Toro 53’, 89’ Del Core 90+2’ Costanzo |

#### Finale
| Foggia 2 giugno 2002 Andata | Foggia           | 0 – 0 | Paternò | Stadio Pino Zaccheria\| Arbitro: \| Liberti (Genova) \| |
| Arbitro:                    | Liberti (Genova) |       |         |                                                         |

| Paternò 9 giugno 2002 Ritorno | Paternò             | 0 – 0 | Foggia | Stadio Falcone-Borsellino\| Arbitro: \| De Marco (Chiavari) \| |
| Arbitro:                      | De Marco (Chiavari) |       |        |                                                                |

### Coppa Italia di Serie C

#### Girone P
| Arbitro: | Giannoccaro (Lecce) |

|                                                                  |           |  |
| Carannante 41’ (rig.) Gulino 53’, 69’ Di Toro 55’ C. Brescia 66’ | Marcatori |  |

| Arbitro: | Ciampi (Pisa) |

|                |           |  |
| Levacovich 61’ | Marcatori |  |

| 2001 3ª giornata |  | – Turno di riposo Foggia |  |  |

| Foggia 26 agosto 2001 4ª giornata | Foggia               | 0 – 0 | Fidelis Andria | Stadio Pino Zaccheria\| Arbitro: \| Nicoletti (Macerata) \| |
| Arbitro:                          | Nicoletti (Macerata) |       |                |                                                             |

| Arbitro: | Carlucci (Molfetta) |

|                                           |           |                                       |
| Aruta 26’ (rig.), 88’ (rig.) Pedicini 36’ | Marcatori | 3’ (rig.) Magliocco 40’ (rig.) Gulino |